# Remo (Klimamodell)
Remo (Eigenschreibweise in Versalien, Kofferwort: REgional MOdell) ist ein in Deutschland entwickeltes numerisches regionales Klimamodell.
Ähnlich wie etwa CCLM, und im Gegensatz zu statistischen Verfahren wie WETTREG oder STAR, handelt es sich bei REMO um ein dynamisches Klimamodell. Die klimatischen Variablen werden folglich durch das Lösen physikalisch-chemischer Gleichungssysteme generiert.

## Entwicklung
Das Modell ist eine Weiterentwicklung des zur Wettervorhersage verwendeten Europa-Modells (EM) des Deutschen Wetterdienstes (DWD). Das Ziel war ein Modell, das sich sowohl zur Wettervorhersage als auch zur regionalen Klimamodellierung eignet. Die Entwicklung begann im Jahr 1993, wobei DWD und GKSS sich in erster Linie auf die Entwicklung der Wettervorhersage konzentrierten, während das Deutsche Klimarechenzentrum (DKRZ) und das Max-Planck-Institut für Meteorologie (MPI-M) den Fokus auf die Klimamodellierung legten.
Die physikalische Parametrisierung kann dabei sowohl aus dem EM als auch aus dem globalen Klimamodell des MPI ECHAM übernommen werden. Bei Klimafragen werden meist die ECHAM-Parametrisierungen verwendet, da diese auf Klimasimulationen abgestimmt sind und so auch eine möglichst große Konsistenz mit dem antreibenden globalen Modell erreicht wird.
Im Gegensatz zu CCLM handelt es sich bei REMO um ein hydrostatisches Modell, was bedeutet, dass keine vertikale Beschleunigung von Teilchen der Luft modelliert wird. Somit liegt die maximale Auflösung bei einer Maschenweite von 0,088° bzw. annähernd 10 km. Vertikal arbeitet das Modell typischerweise mit 29 Schichten, wobei deren Abstand variabel und in der Troposphäre am geringsten ist.
Remo wird als Gitternetzmodell, wie auch das CCLM, entweder in die Daten eines globalen Klimamodells (meist ECHAM) oder Reanalysedaten eingebettet bzw. durch diese initialisiert. Die Randbedingungen geben dabei Temperaturen, Druck, Wind und Luftfeuchtigkeit vor, während alle anderen Größen in dem Modell selbst errechnet werden. Die unteren Randflächen des Modells sind die Erd- und Meeresoberfläche. Die prognostischen Größen sind die horizontale Windvektorkomponente, Luftdruck auf Bodenniveau, Lufttemperatur, spezifische Feuchte und der Flüssigwassergehalt. Für die Erdoberfläche werden die Temperaturen für fünf Schichten bis zu einer Tiefe von 10 m sowie die repräsentative Bodenfeuchte berechnet. Charakterisiert wird die Erdoberfläche über ihre Höhe NN, die Oberflächen- und Bodenbeschaffenheit sowie die Rauigkeit.